# USBフラッシュドライブ

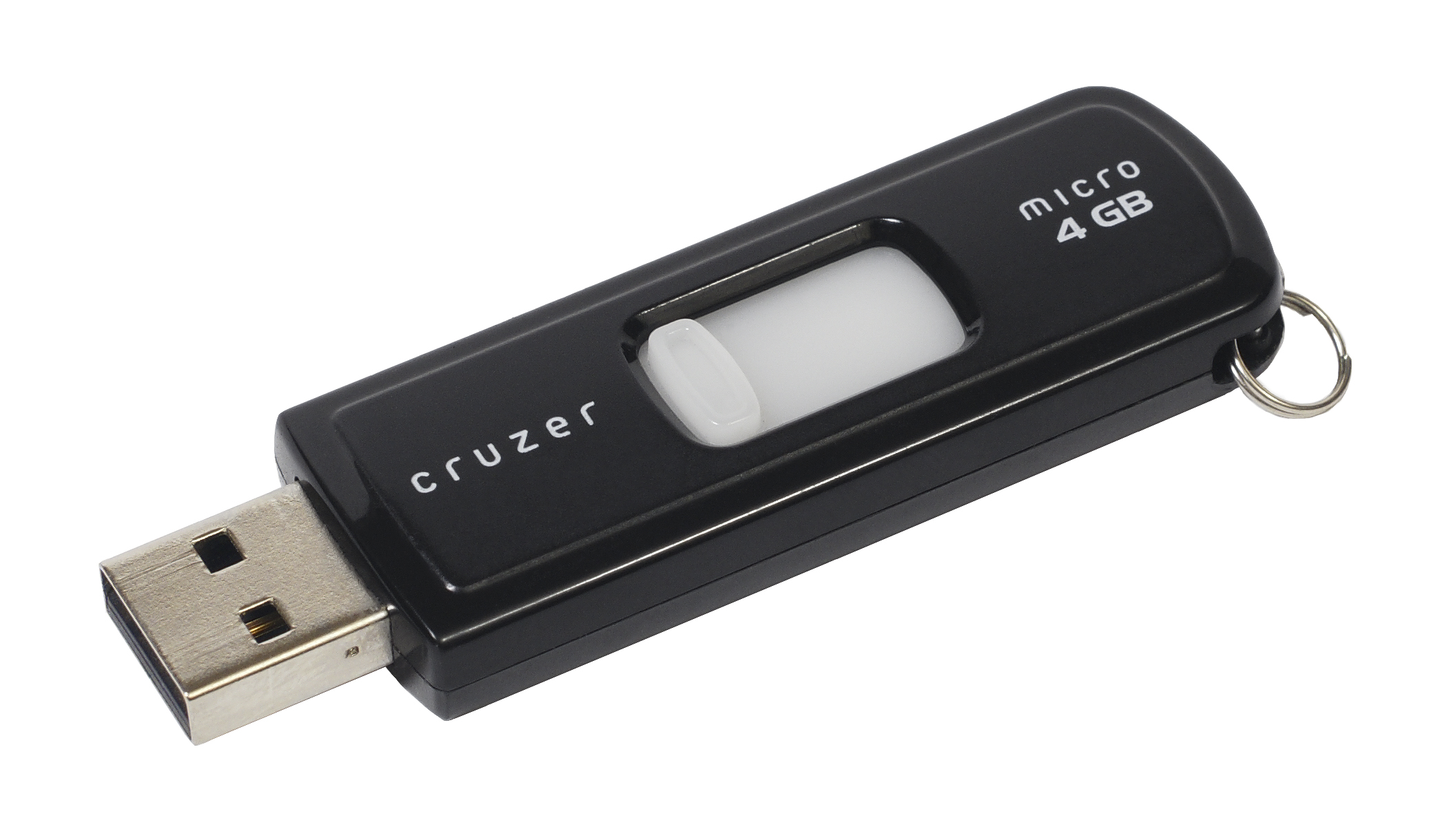
一般的なUSBフラッシュドライブ（サンディスク製 4GB）

USBフラッシュドライブ（英: USB flash drive）は、USBを用いてコンピュータに接続してデータの読み書きを行う半導体メモリを用いた補助記憶装置のうち、別途メモリーカードやリーダライタを必要とせずに単体で動作するものである。日本国内ではUSBメモリ、USBフラッシュメモリなどとも呼ばれ、英語ではthumb driveなどの呼称もある。
典型的な製品の大きさは、長さ数センチメートル、幅と厚さはUSB A端子より若干大きい程度である。
USBメモリの普及当初はUSB A端子にてコンピュータと接続するタイプが多かったが、スマートフォンやタブレットコンピュータの普及に伴いmicro B端子やUSB Type-C端子、Lightning端子などをもつUSBメモリも販売されるようになってきた。

## 概要
1. USBコネクタ
2. USBコントローラ
3. テストポイント
4. フラッシュメモリチップ
5. 水晶振動子
6. 発光ダイオード（アクセスランプ）
7. ライトプロテクトスイッチ
8. 二つ目のフラッシュメモリチップ（この写真では未実装）

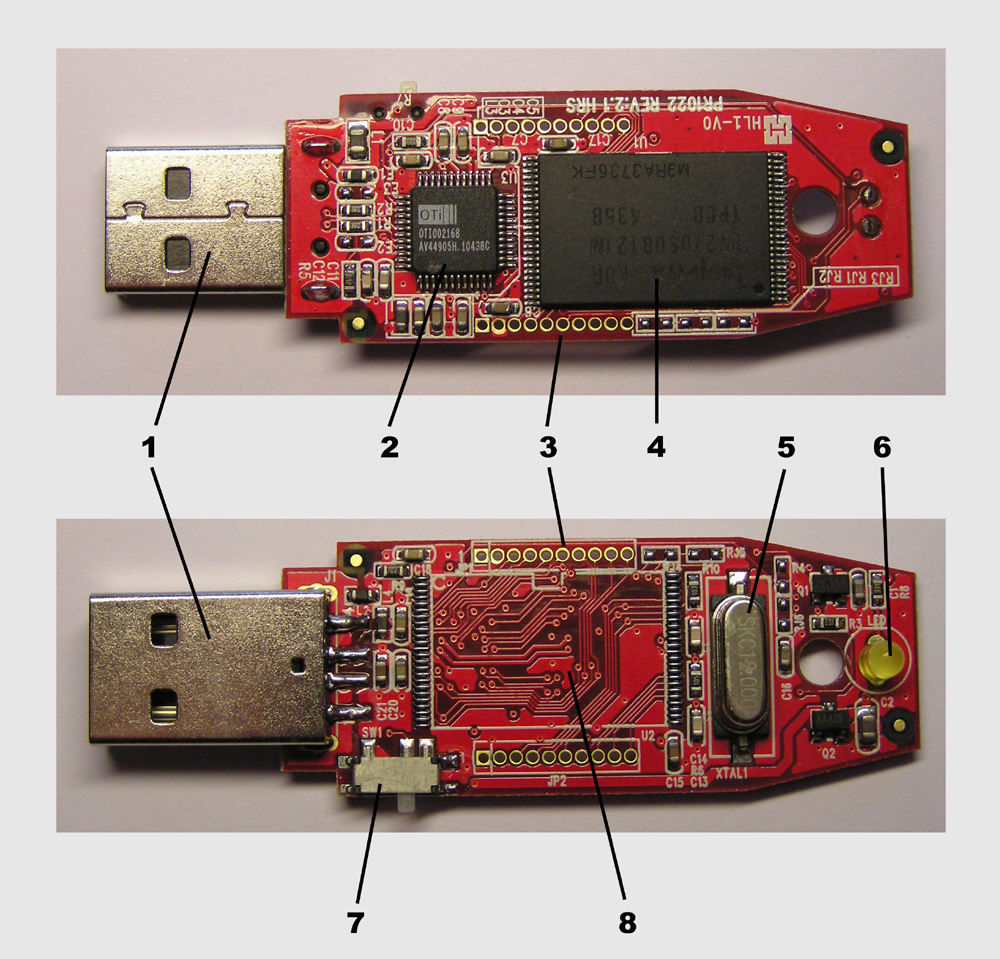
一般的なUSBメモリの内部

USB規格には、USB Mass Storage Class（USBマスストレージクラス）という補助記憶装置を接続するための仕様があり、このクラスに対応した機器およびオペレーティングシステム (OS) であれば、機器専用のデバイスドライバを改めてインストールする必要もなく、装置をUSBコネクタに接続することでOS内蔵のクラスドライバ（共通ドライバ）でただちに補助記憶装置として認識することができる。この仕組みを用いたのが、USBメモリである。
データの記録にはフラッシュメモリが使われており、記憶容量は2023年（令和5年）現在、数MBから1TB以上までさまざまである。フロッピーディスクやMO、CD、DVDのように専用のドライブ装置を必要としないうえ、コンパクトで大容量なため利便性が高い、モーター回転部などの駆動部がないため衝撃に強い、小型で可搬性に優れる、という特徴を持つ。
但し、小型のUSBメモリのなかには、狭義のUSBフラッシュドライブの構造ではなくmicroSDカードと小型のmicroSDカードリーダーを組み合わせることで記憶装置を構成している製品も存在する。
2004年（平成16年）前後から急激にシェアを伸ばし、SDメモリーカードとともに持ち歩ける大容量フラッシュメモリの主力として用いられている。補助記憶装置としての機能面で製品の差別化を図ることが難しいため、データの読み書き速度を向上させた製品や、セキュリティ確保のために指紋認証機能を備えた製品、デザインに趣向を凝らした製品が登場している。近年では食品やキャラクターなどをかたどったデザインのUSBメモリが数多く登場し、話題になることも少なくない。またUSB端子を保護するためのキャップが付いている製品や、USB端子をスライドさせて引き込めるキャップレスタイプもある。
パソコンのデザインや、その設置場所・設置方法によっては手を伸ばしやすい位置にUSBポートを装備していないこともあるため、使いやすさを確保するために延長ケーブルが付属する場合もある。
持ち歩ける利便性があるが故、様々な個人情報を記録したUSBフラッシュドライブを紛失する重大インシデントも度々発生し、社会問題にもなった。その後、セキュリティ機能を重視したUSBフラッシュドライブも発売された。

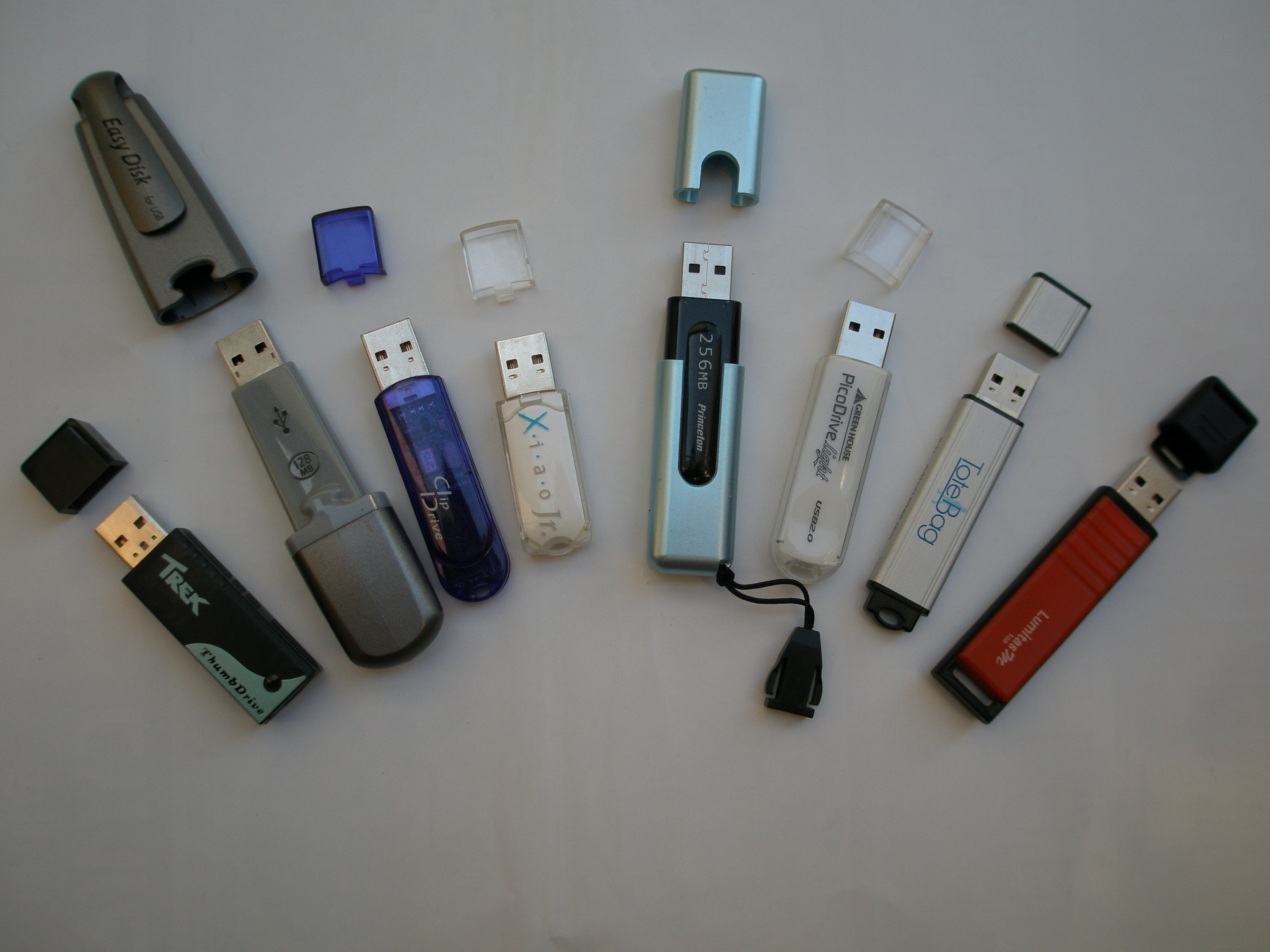
さまざまな USB メモリ
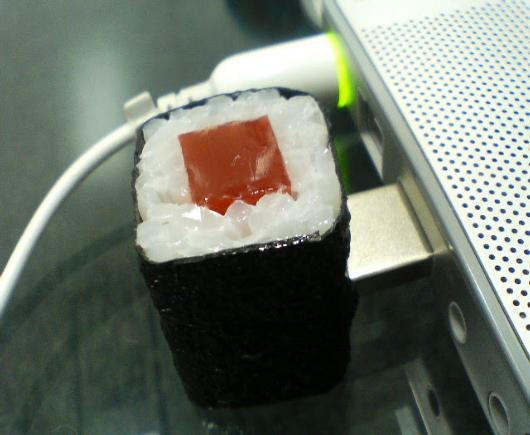
寿司型 USB メモリ
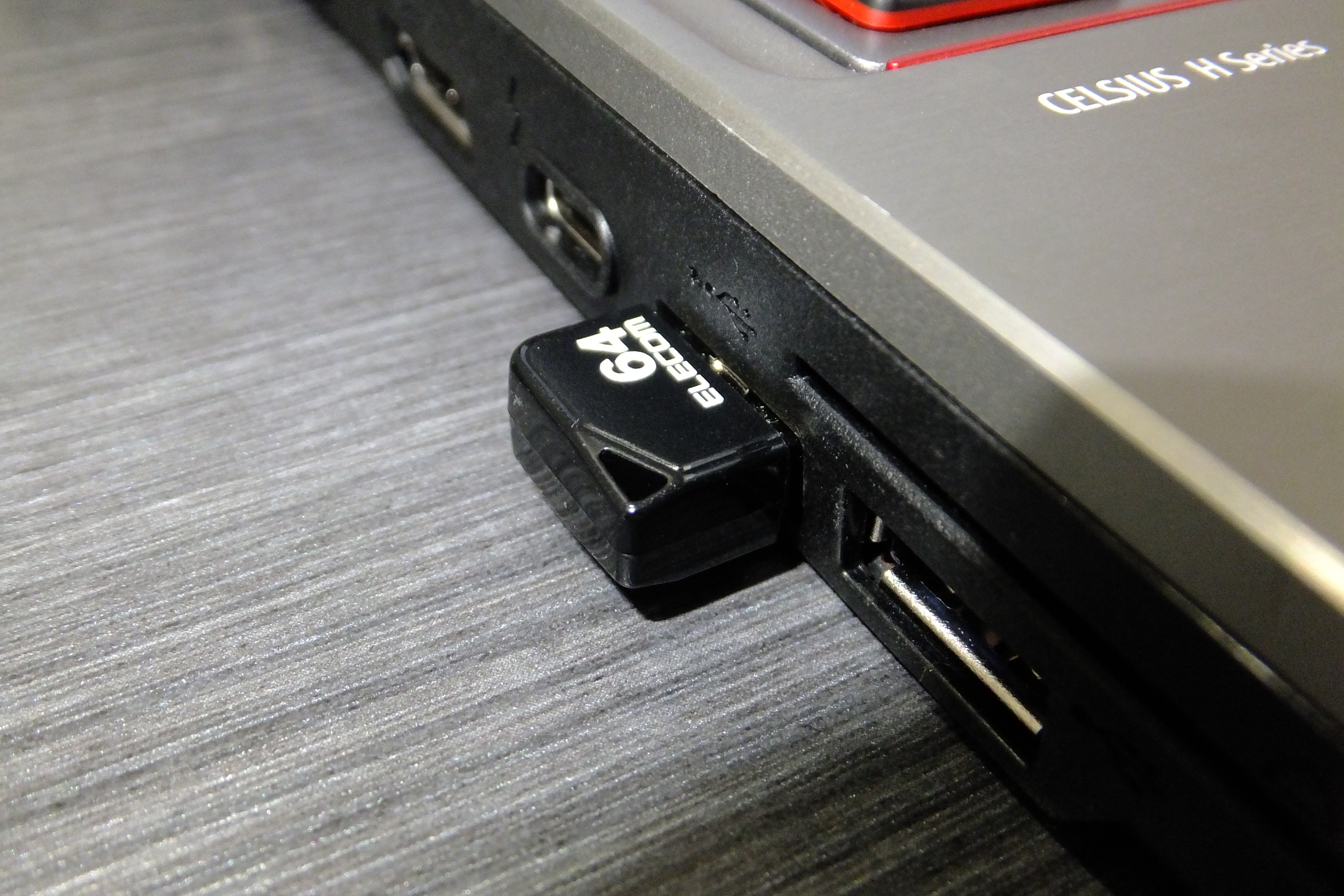
超小型 USB メモリ

## 歴史
浮遊ゲート半導体メモリの一種である、フラッシュメモリについての基本は1980年代初期に舛岡富士雄によって発明された。フラッシュメモリは記憶素子（英語: Memory cell (computing)）として浮遊ゲートMOSFETを使う。
複数の個人らがUSBフラッシュドライブの発明者となる権利を主張した。1999年4月5日に、イスラエルの会社エム・システムズ （英語: M-Systems）（1989 - ）のアミール・バン （英語: Amir Ban）、ドブ・モラン （英語: Dov Moran）、オロン・オグダン（英語: Oron Ogdan）はArchitecture for a Universal Serial Bus-Based PC Flash Diskと題する応用技術を特許出願した。その特許は引き続き2000年11月14日に登録されそしてこれらの個人らはしばしばUSBフラッシュドライブの発明者として認知されてきた。同じく1999年、IBMの技術者シモン・シュムエリ（英語: Shimon Shumueli）はUSBフラッシュドライブを彼が発明したと主張する発明の提示を行った。トレック2000インターナショナル （英語: Trek 2000 International）と称するシンガポールの会社はUSBフラッシュドライブを売ったとして知られる最初の会社である、そしてそれがその装置のオリジナルの発明であることも管理した。日本では2000年6月にこの会社のThumb Driveと称するUSBメモリが日本で初めてのUSBメモリとして発売される。容量は16MB、32MB、64MB。当時普及していたOSはWindows 98がメインであるが、マスストレージドライバを標準実装しておらず、ドライバを別途インストールする必要があったため、出先でのデータ交換（フロッピーディスクの代替）には向かなかった。最後にマレーシアの技術者プア・ケンセン （英語: Pua Khein-Seng）もその装置の考えられる数名の発明者の内の一人として認知されてきた。
上記の特許権についての主張のこれらの争いがあるとすれば、数年にわたるUSBフラッシュドライブを巻き込んだ論争をする発明が起きた。トレック2000インターナショナルとネタック・テクノロジー （英語: Netac Technology）はともにUSBフラッシュドライブに関する彼らの特許の侵害をしたその他の者を告発した。しかしながら、これらの民事訴訟にも関わらず、誰が始めにUSBフラッシュドライブを発明したかという問いは最終的には確立しておらずまた複数の主張が存在する。

## 技術

### ファイルシステム
多くのフラッシュドライブシップは予めFAT32、またはexFATファイルシステムにフォーマットされる。FAT32ファイルシステムの偏在性はそのドライブがUSB支援によっていかなるホスト装置からも仮想的にアクセスできることを許す。それに、標準FAT管理ユーティリティ（例えば、スキャンディスク）も壊れたデータを補修または再使用するのに用いることができる。しかしながら、ホストシステムに対してUSBで繋がったハードディスクドライブとしてフラッシュドライブは現れるので、そのドライブはホストオペレーティングシステムによって支持されるどのようなファイルシステムにも再フォーマットできる。

#### 無断片化
フラッシュドライブは無断片化できる。無断片化は（断片から断片へと移動する機械的読み取りヘッドが無い為）少しの利益しかもたらさず、なおかつ無断片化は不必要な書き込みをさせることでドライブの寿命を短くするという主張が広がっている。しかしながら、幾つかの文献は或るフラッシュドライブの無断片化は性能を向上させ、そしてフラッシュドライブでのその追加のソフトウェアは著しくならないだろうことを主張する。

#### 配置均等化
幾つかのファイルシステムは、単純なフラッシュメモリ装置の寿命を延ばす様に、任意の部分における利用空間（例えば、或るディレクトリ）を集中させることなく、与えられた記憶装置における利用空間を分散するよう設計されている。幾つかのUSBフラッシュ装置は装置の寿命を延ばす為そのソフトウェア制御装置のなかに組み込まれたこの'ウェアレベリング'仕様となっている、しかし他方ではそうではない、従って、それはこれらのファイルシステムの一つを導入するのに必ずしも役立つ訳ではない。

#### ハードディスクドライブ
セクターは、512長であって、ハードディスクドライブと互換性があり、最初のセクターはマスターブートレコードとパーティションテーブルを含められる。従って、USBフラッシュ記憶部品は丁度ハードディスクのように区画割りできる。

### 寿命
フラッシュドライブの記憶装置は、概ね3,000-5,000のプログラム消去回数に対して適するところの、多値記憶素子(MLC)を基本とする記憶装置によって大抵組み立てられている。現今は、単値記憶素子(SLC)を基本とする記憶装置をもつ最高級フラッシュドライブのそれはおおよそ30,000回の書き込みに適する一方で、物理セクタ当たり500の書き込み回数に及ぶものである三値記憶素子(TLC)もしばしば使われる。そのようなフラッシュメモリからの読み出し回数の限界は事実上無いので、個々のセルの確実な寿命を確保する様に、或る十分痛んだUSBドライブは書き込み保護されるかもしれない。
SLC／MLC／TLCの記憶装置の形式、フラッシュメモリチップの規模、そして実際の使用様式に依存するところの、フラッシュメモリの耐久性の評価は難しい問題である。結論として、或るUSBフラッシュドライブは数日から数百年にかけて長持ちし得る。
記憶装置自体の耐久性に関わらず、USBコネクタ（端子）のハードウェアはたったおおよそ1,500回の着脱回数に耐えられるようにしか仕上げられていない。

## 紛らわしい製品
紛らわしいUSBフラッシュドライブはそれらの有する実際よりも大容量を有する触れ込みをもってしばしば売られる。これらは大抵小容量のUSBドライブである。それのフラッシュメモリー制御組み込みソフトウェアは改造されているのでそれらは大きな容量のドライブを模擬する（例えば、或る2GBドライブは或る64GBドライブとして売買されるようになる）。コンピューターに差し込んだ時に、それらは売られた通りにそれら自体が大きな容量の物になるよう応答する、しかしそれらにデータが記録された時、もしくは書き込みに失敗した時、そのドライブは停止する、もしくは既存のデータに上書きされる。偽造USBドライブを検査並びに検知するソフトウェアツールが在る、そして幾つかの場合においてその偽の容量の情報を取り除きそれらの装置を補修できてそれの実際の記憶容量で使える。
このあたりの事情は、同じくフラッシュメモリ製品であるSDカードについても同様である。

## 対応環境
USB Mass Storage Classが実装された OS は多く普及し、インストール台数ベースでは対応したOSが多くなった。情報家電やゲーム機などでもサポートしている。また、多くのOSや機器ではFATファイルシステムをサポートしており、異なるOSや機種の間でデータの交換が可能である。USB 2.0環境の普及、近年のフラッシュメモリの大容量化、低価格化に伴い、データを持ち運ぶ補助記憶装置として、従来の小容量なフロッピーディスクを代替する形で広く普及した。
Windowsシリーズ
Windows MeやWindows 2000以降で標準で対応する。Windows 98の場合、単体では対応しないが、USBメモリを製造するメーカーが提供する専用のドライバをインストールすることで使用可能な場合もある。
なお、Windows 95ではUSBを扱えるOSR2以降のバージョンであっても、Windows 98と違い、専用ドライバが用意されることはまずなかった。USBをサポートしない初期バージョンを含むWindows 95や、Windows NT、もしくはUSBインターフェースを持たないPDAなどの環境においてUSBメモリにアクセスするには、ネットワーク共有を介す方法や、かつて挑戦者から発売されていたUSBマスストレージデバイスをコンパクトフラッシュとして変換するアダプタを使ってPCカードATAデバイスとして認識させる方法があった。またアイ・オー・データ機器では一部の同社製USBインターフェースについて特殊なSCSIドライバを用意していた時期があり、Windows 95やNT4.0からでも一部のUSBマスストレージ機器（ただし同社製のみ）を扱えるようにしていた。

Mac
Mac OS 8.6でアップルが提供しているUSB Mass Storage Support 1.3.5 をインストールすることで利用可能となり、Mac OS 9以降で標準で利用可能である。

iPad
iPadOSのインストールにより、標準搭載の「ファイル」Appやその他のアプリで利用可能となる。これ以前にもiPhone/iPad向けのUSBメモリは存在したが、専用のアプリ及びUSBメモリが必要だった。
なおUSB-Cを搭載するiPad ProはUSB-C搭載USBメモリもしくは一般的なUSB-C to USB-Aの変換アダプター、それ以外のiPadではLightning搭載USBメモリ、もしくは専用のアダプター(Lightning - USB 3カメラアダプタ等)が必要となる。

UNIXやLinux
ある時期よりも新しい版のUNIX系OS（例：FreeBSD、Solarisほか）やLinuxバージョン2.4以降でも対応し、USBメモリをブロックデバイスとして用いることができる。FATファイルシステムやNTFSファイルシステムをマウントできる他、UNIXやLinuxのファイルシステム（例：UFSやext2ほか）を構築して記憶領域として使用できる。
尚、NTFSファイルシステムについては、条件によっては読み出しのみに限定されることがある。

情報家電・ゲーム機
USB端子を備えたミニコンポやAVアンプなどの音響機器、カーオーディオやカーナビゲーションシステム、DVDプレイヤーやデジタルフォトフレーム等でもUSBメモリ内のファイルを再生可能なものがある。
ゲーム機のPlayStation 3も画像・音声・動画ファイルの再生やコピーに対応するほか、Xbox 360においてもセーブデータ記録領域として利用が可能である。

複合機
コンビニエンスストアに設置されている複合機ではUSB端子を備え、USBメモリをファイル交換に使うことが出来るものがある。印刷したいPDFファイルを保存したUSBメモリを持参し、複合機に接続することで印刷するプリントサービスや、書類をスキャンしたデータを持参したUSBメモリに格納するサービスが提供されている。

## 用途

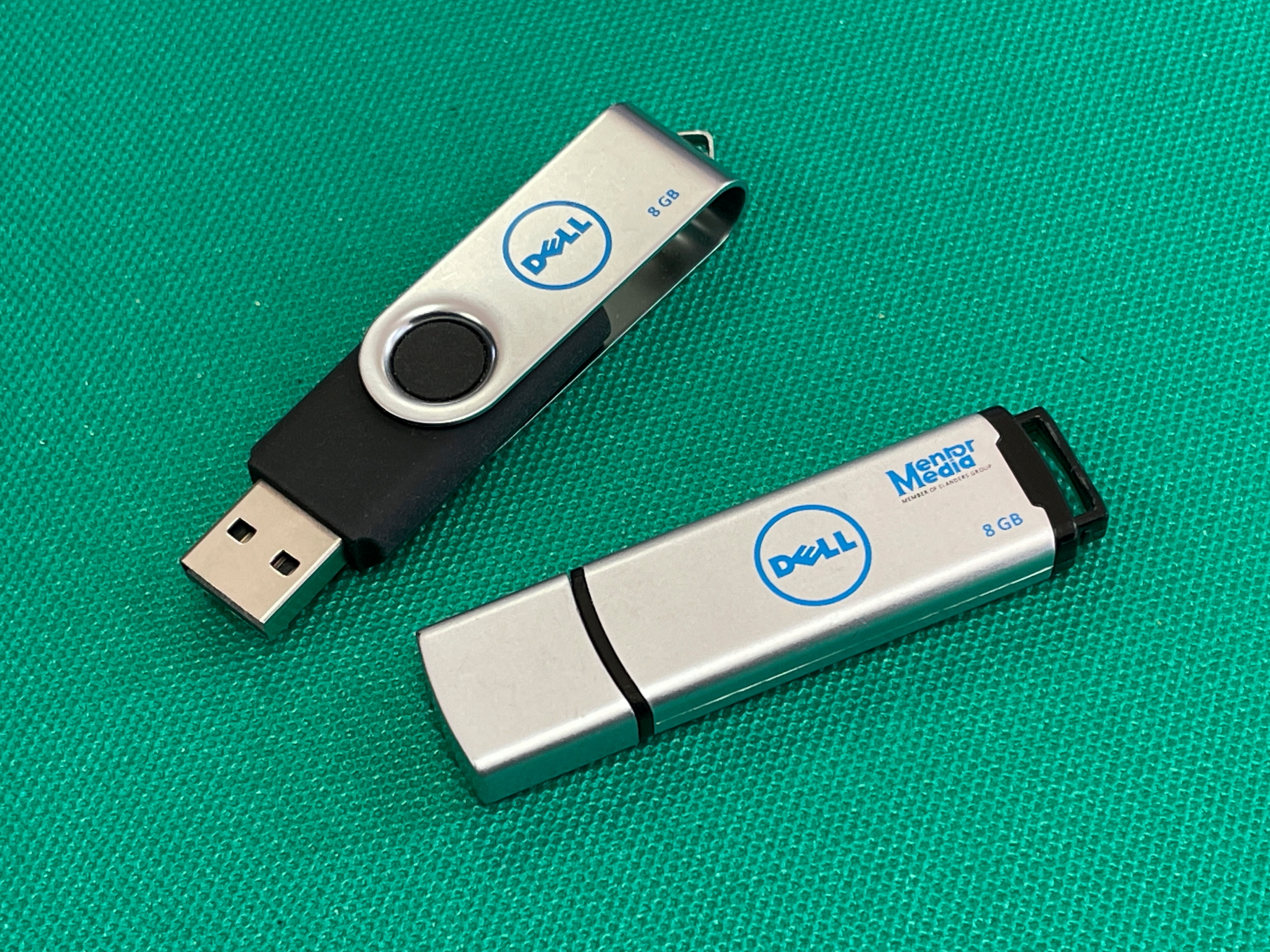
リカバリー及びリストアで使用されるUSBメモリキー

2004年前後から急激に普及をみせ、SDメモリーカードとともに持ち歩ける大容量フラッシュメモリの主力として用いられている。データを保存したり、複数のシステムの間でデータを持ち運ぶ用途に加えて下記のような使われ方がある。
OSのブートデバイス
HDDの代わりにUSBメモリにOSをインストールし、それを起動ディスクとする方法である。PCのBIOSがUSBブートに対応している場合にこの方法を使える。UNIXやLinuxやmacOS等はUSBメモリにOSをインストールすることができる。
Windowsは公式にはUSBメモリへのインストールをサポートしていないが、サードパーティの提供するソフトウェア（「BOOT革命 / USB Memory」など）を使用することで、WindowsがインストールされたパソコンのOSをUSBメモリにコピーしたり、Windows XPやWindows VistaのインストールディスクからUSBメモリにOSをインストールし、そこからブートできるようになる。ただしこの場合使用が可能なのはインストールしたパソコンのみで、他のPCに挿しても起動できず、自分のOSや環境を任意のPCへ持ち運ぶことはできない[要出典]。
一方、UnixやLinuxの場合では、使用可能なのがインストールしたパソコンのみであったり、他のPCに挿しても起動できないという制約は存在しないし、自分のOSや環境を任意のPCへ持ち運ぶことはできないということもない。

OSのインストール用メディア
Windows 7以降のWindowsでは、USBメモリにインストールメディアを作成し、作成したUSBメモリからPCをブートさせ、PC内のHDDやSSDにOSのインストールを行うことができる。
OS X El Capitan以降のMacでは、USBメモリに起動可能なインストールメディアを作成でき、デュアルブートや他のMacへのmacOSのアップデート(ダウングレード)が可能となる。

アプリケーションのインストール
OpenOffice.org Portable（オフィス）、Firefox Portable（ブラウザ）などのアプリケーション（自由ソフトウェア）をUSBメモリにインストールし、HDDに影響を及ぼすことなく実行できる（USBメモリから本体のHDDにコピーして実行することもできる）。

ライブファイルシステムのインストール
KNOPPIXなどのライブファイルシステムをUSBメモリにインストールして使用する。
パソコンのハードディスクに変更を加えずに、オペレーティングシステムを起動できるライブファイルシステムの特徴に加え、書き込み可能な点を活かして個人情報・環境・データを記憶しておくことで、どのPCにおいても、その環境に影響を与えることなく、自分の使い慣れた利用環境で作業することができる。

ソフトウェアの頒布媒体
商用アプリケーションを頒布する媒体として、CD等の光学ディスクではなくUSBメモリを用いる。
光学ドライブを搭載しないネットブックなどが普及したことで、アプリケーションを販売する媒体として用いられるようになった。2006年頃からすでにこの頒布方法が始まっており、ソースネクストが2008年9月からUSBメモリにソフトウェアを収録して販売する「Uメモ」シリーズを発売して以降、普及を見せている。光学ドライブが不要なほか、光学ディスクを媒体とするのに較べて店頭の陳列スペースを取らない、USBメモリの空き容量をユーザーが活用できる、ダウンロード販売と比較してネット環境が制約されるユーザーにも提供できる特長がある。反面、光学ディスクやダウンロード販売に比べ、製造コストが高くなる。

キャッシュメモリ
USB2.0以降のインターフェースを持つ高速USBメモリの記憶領域をHDDに対するキャッシュメモリとして使用し、HDDのデータの一部をUSBメモリに格納してHDDアクセスを高速化することが可能である。ReadyBoost機能を搭載したWindows Vista以後のOSで、所定の転送速度よりも高いパフォーマンスを発揮できると判定されると使用できる。また、ReadyBoostを搭載していないOSでも同様の機能を付与するサードパーティー製ソフトも発売されている。

ドングル
ソフトウェアのアクティベーションの手段として用いられるドングルと呼ばれるデバイスの代わりにUSBメモリを用いる。アクティベーションに必要な情報を保存しておいたり、USBメモリのID情報（製品型番、製造番号など）をアクティベーション情報に用いる。

## 他の携帯式記憶装置との比較

### 外付けハードディスク
特にUSBの出現以来、外付けハードディスクは広く使えるようになり安価になった。外付けハードディスクは現状フラッシュドライブよりもギガバイト当たりの費用が掛からず大容量で使える。幾つかのハードドライブは替わりのUSB2.0より速いインターフェースを支持する（例えば、サンダーボルト、ファイアワイヤ、及びeSATA）。レイテンシはハードドライブの性能に深刻な打撃を与えるけれども、（例えば、或る断片化していないファイルからの）連続したセクタの読み書きについては、多くのハードドライブは現状のNANDフラッシュメモリよりも高い持続的なデータレートを提供し得る。
ハードドライブは（例えば落下の）衝撃や振動による損傷に対して傷つき易く、高い場所での利用は制約があり、筐体でそれらは遮断されているが、強い磁場に晒されると脆弱であるのは、半導体メモリとは異なる。全体の嵩（かさ）から見れば、ハードドライブは通常フラッシュドライブよりも大きく重い；しかしながら、ハードディスクはしばしば記憶単位当たりの重量が小さい。アクセス速度を低下させ得る、ファイルの断片化によりハードディスクも悪くなるのはフラッシュドライブと同じである

### 暗号化と保安
とても持ち運びやすい記録媒体としての、USBフラッシュドライブは容易に失われたり盗まれたりされる。全てのUSBフラッシュドライブはそのUSBドライブからインストールをせずに直接に実行できる、サードパーティーのディスク暗号化ソフトウェア（例えばFreeOTFE （英語: FreeOTFE））を使ってそれらの記録内容を暗号化できる。しかしながら、BitLockerのような或るものは、それが実行されるコンピュータにおいてその利用者に管理者権限を要求する。
書庫ソフトウェアは暗号化されたZIPファイルやRARファイルを作成することで類似の効果を果たしうる。

## 欠点

### 批判
USBメモリは、その性質上、情報を長期に渡って保存したり頻繁に書き換えての使用には適さない記録媒体である。
書き換え回数の制約
使われているフラッシュメモリはその原理上、消去や書き込みの際に絶縁体となる酸化膜を電子が貫通して酸化膜を劣化させるので、書き換え回数に制限がある。フラッシュメモリ、特にUSBメモリや安価なSSDで使用されるマルチレベルセル (MLC) タイプの 素子の書き換え上限回数は、ハードディスクに遠く及ばない。そのため、書き込み操作の頻度が高いと、早期に寿命を迎え正常に読み書きできなくなる（フラッシュメモリの記事も参照）。
これを回避するために、内部で同じ場所に繰り返し書き込むことを避ける処理が行われ（ウェアレベリング）、書き込むデータ量が同じであるならば、大容量の製品を使った方が、長く持つ。

保存期間の制約
同じくフラッシュメモリのデータ保持期間には制限がある。書き込みを繰り返したメモリほど酸化膜が劣化してデータの保持期間が短い（詳細はフラッシュメモリを参照）。
コネクタの制約
USBメモリの抜き差しを繰り返すと、ゲーム機器などのROMカセットと同様に、USBポートとメモリ側の端子が摩耗したり、ポート側にガタが生じる場合がある。最近は、USBメモリを利用した、パスワード管理機能を利用する場合もあり、当然ログオンなどをするたびに抜き差しするため、大手パソコンメーカーは1万回以上の抜き差しに耐えられるポートを採用する傾向にある。
電子部品の制約
データ記録用のフラッシュメモリを含め、製品そのものが電子部品の集合体（精密機器）であることから、異常な高電圧がかかった場合や、静電気または落雷の影響など電気的な要因により容易に故障し、保存した情報を喪失する場合がある。たとえフラッシュメモリそのものは故障していない場合であっても、高電圧の印加や水没などで周辺回路が故障すれば使用不能に陥いる。また、小型化のために高密度で実装し基板のパターンも細かく、故障した部品を交換するのは困難である。
ファイルシステムの制約
共通のファイルシステムとして使用されているFAT32では、1ファイルのサイズが最大4GBに制限される。4GBを超える空き容量があっても、4GB以上のサイズを持つ大きなファイルは書き込めない。なお、大容量の製品ではexFATを利用することで、ファイル長が16EiBまで利用可能になり、この場合はWindows環境で利用できるほか、exFATのライセンスを得たデジタルカメラなどの電子機器で利用できる。あるいはNTFSでフォーマットしなおせばWindows環境や、NTFSをマウントできるOSで利用できる。その他にも、UNIXやLinuxのファイルシステム（UFSやext2など）でフォーマットして使用することもできる。
データ転送速度の制約
USBメモリに広く使われるNAND型フラッシュメモリは1セル当たり2bitないし3bitのマルチレベルセル（MLC）で、1セル当たり1bitのシングルレベルセル（SLC）より書き換え回数や転送速度が制約されるが、転送速度についてはチップを複数搭載して並列化することで向上させることが可能である。一方USBのインターフェースの転送速度の制約も受ける。2011年時点で主流であるUSB2.0ではおよそ20MB/s強である。USB3.0ではより高速に転送できる。

### 安全上の脅威

#### USB Killer
USBフラッシュドライブに似通って現れるものでの、USB Killerは、データピンへ高い電圧パルスを給電するときに、USBポートの電源供給ピンを使って高い電圧までコンデンサーを充電するところの（電気）回路である。この完全に'切り離されている'（英: standalone）装置は即座に損傷したままになりうるか、若しくはそれに接続されるいかなる'受け入れ側'（英: host）ハードウェアをも破壊しうる。

### ステルスUSB
北朝鮮の税関検査を情報を捉えるレーダー網にたとえ、検査時にデータ量を0バイトで表示し、設定した一定の時間の経過後自動的にコンテンツが活性化するUSBメモリの呼称。韓国メディアが取り上げた。北朝鮮を脱出したITの専門家らが2010年2月に開発し、以来韓国ドラマ映像や自由民主主義に関する内容を入れて北朝鮮に送っていた。

## 現状と今後の開発

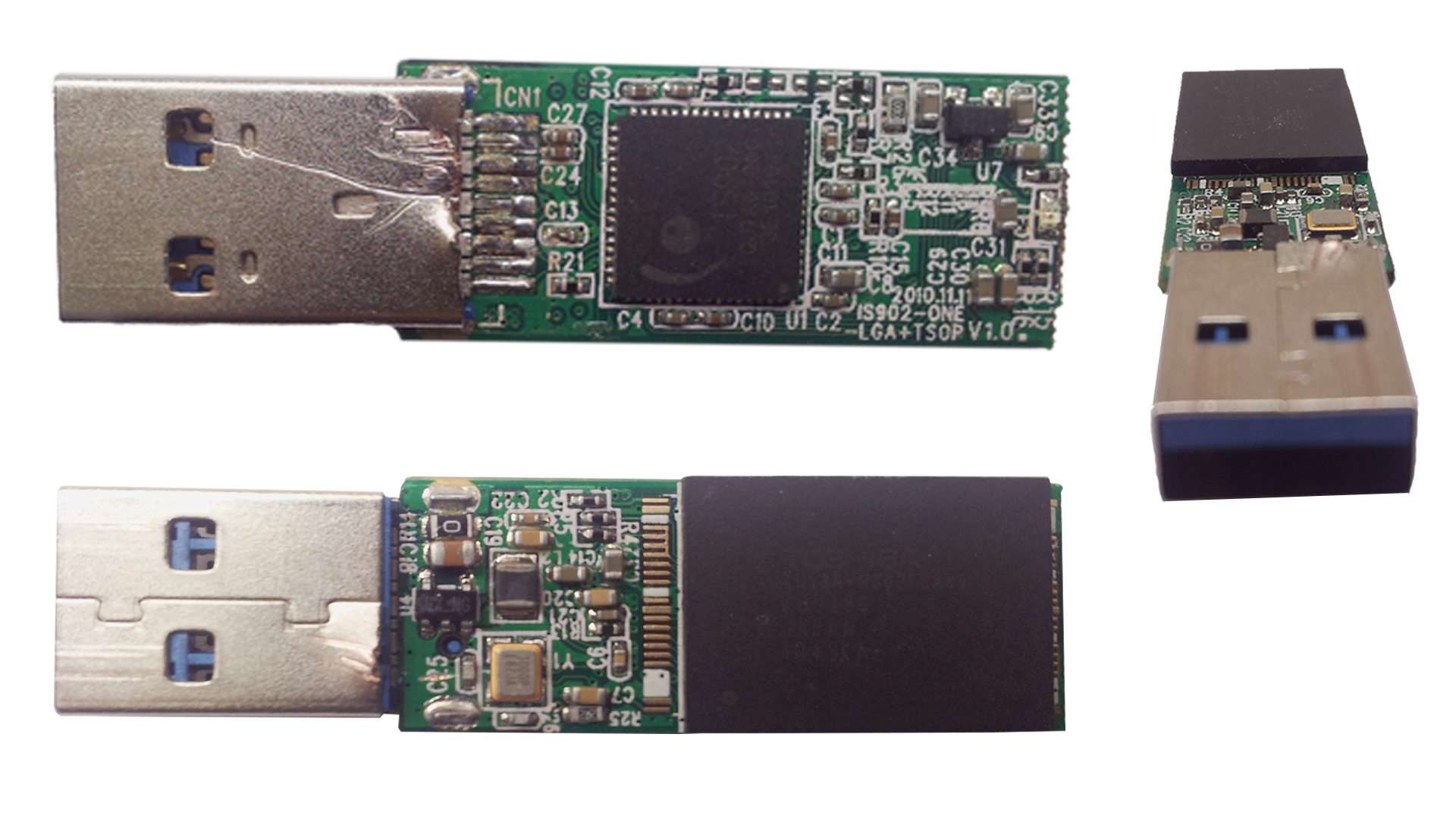
32GBの東芝のUSB3.0フラッシュドライブの内部。USB3.0規格は急速に普及しつつある。このドライブはUSB2.0よりも速い、60MB/sの書き込み速度と120MB/sの読み出し速度を有する。

半導体の会社は単一のチップに多くのフラッシュドライブの機能を寄せ集めることによってフラッシュドライブ内部の部品の費用を減らす業績を成し、それによって部品個数と実装費用全体を引き下げた。
市場でのフラッシュドライブ容量は継続的に増大する。高い速度は現在のフラッシュドライブの標準になった。256GBを超える容量は2009年の初期に市場に現れた。
レキサーのUSB FlashCardの導入は注目されている。それはフラッシュメモリーカードの多くの種類に取って代わるよう意図されたコンパクトなUSBフラッシュドライブになるものである。プレテック（英: Pretec）は類似のカードを導入した。それはどの様なUSBポートにも差し込めるが、しかしレキサーのモデルの丁度四分の一の厚さしかない。2008年までに、サンディスクはSD Plusと呼ぶ或る製品を製造した。それはUSBコネクタが付いたSDメモリーカードである。
サンディスクは、基本的に学生或いは生徒により使われる、フラッシュドライブ上の著作権保護された内容の保存と使用を管理できる新技術も導入している。この技術はFlashCPと呼ばれる。